# Archangela Girlani
Archangela Girlani, nascuda amb el nom d'Eleanora Girlani (Trino, 1460 – 25 de gener de 1494) va ser una monja carmelita italiana coneguda per les seves visions, èxtasis i miracles.
Va professar el 1478 i esdevingué priora del seu monestir. Més tard va fundar un monestir carmelita a Màntua. El dia que se celebra el seu sant a l'Església Catòlica és el 13 de febrer. Papa Pius IX la beatificà l'1 d'octubre de 1864.